# Deutschlandsender III

Betonblöcke, die zur Verankerung der Pardunen dienten (2008)

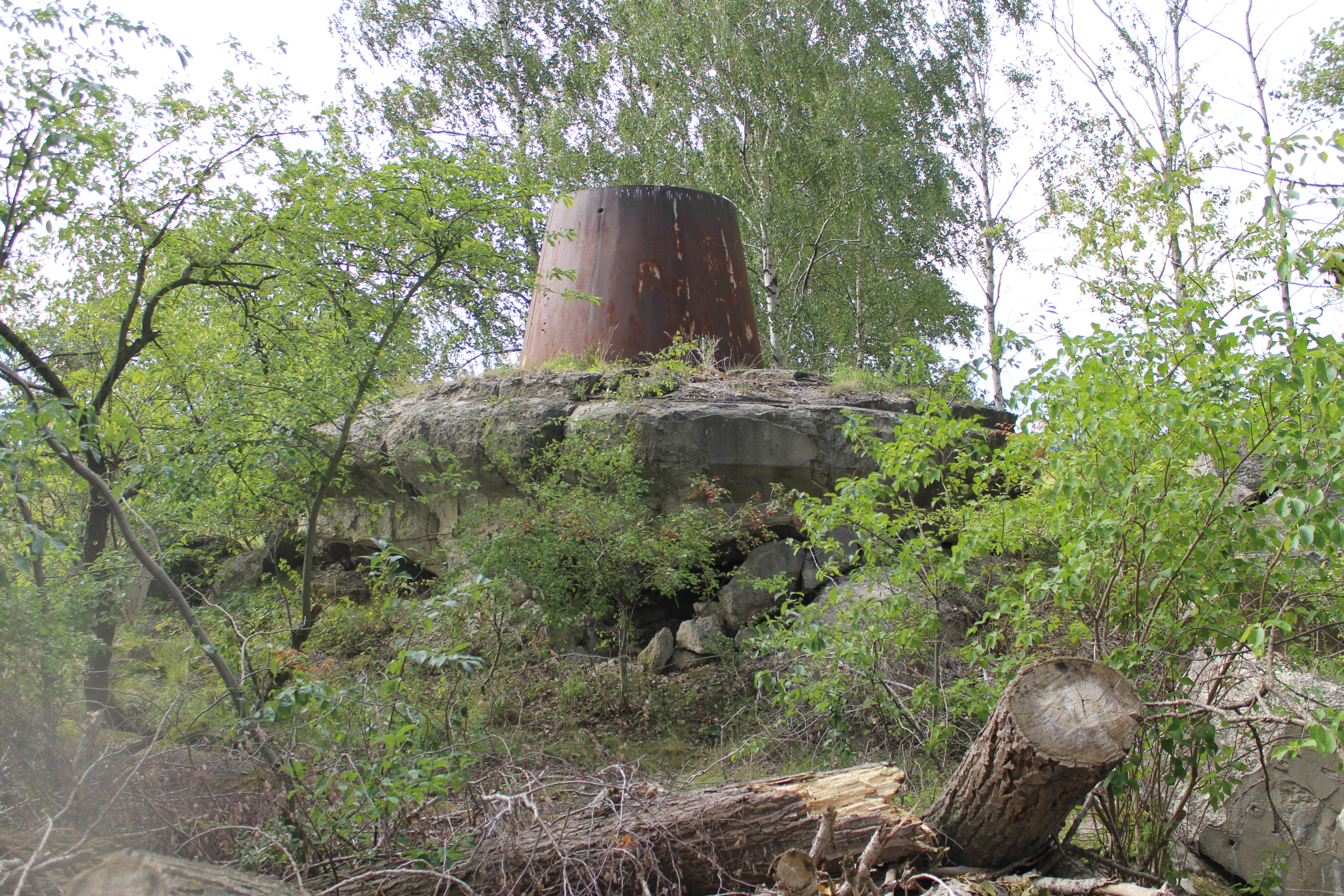
Fundament des einstigen Sendemastes (2015)

Der Deutschlandsender III war ein 1939 in Herzberg (Elster) in Betrieb genommener Langwellenrundfunksender, der auf der Frequenz von 191 kHz das Programm des Deutschlandsenders verbreitete.
Er gehörte seinerzeit mit einer Sendeleistung von 500 Kilowatt zu den stärksten Rundfunksendern der Welt, allerdings gab es – entgegen der NS-Propaganda – im Ausland durchaus vergleichbare Anlagen. Als Antenne diente ein – ohne Dachkapazität – 325 Meter hoher, gegen die Erde isolierter abgespannter selbststrahlender Sendemast, der auf seiner Spitze eine linsenförmige Dachkapazität mit 25 Metern Durchmesser und vier Metern Höhe trug, die innen begehbar war. Da dieser Mast zudem noch auf einem acht Meter hohen Abstimmhaus stand, besaß die gesamte Konstruktion eine Höhe von 337 Metern und war zum damaligen Zeitpunkt das höchste Bauwerk in Europa und nach dem Empire State Building das zweithöchste Bauwerk weltweit. Zum Bau des Turmes wurden nur 600 Tonnen Stahl verbaut, was durch die besondere Konstruktion möglich wurde. Durch den Gitterbau führte eine Leiter mit 1600 Sprossen nach oben. Bemerkenswert war auch, dass dieser Mast über keine Flugsicherheitsbefeuerung verfügte. Stattdessen wurde seine Spitze mit Hilfe von drei auf kleinen Masten montierten rotierenden Flakscheinwerfern während der Nachtstunden angestrahlt.
Es war geplant, die Anlage zu einem Kreisgruppenstrahler auszubauen. Hierzu sollten um den Zentralmast auf einem Kreis mit 1425 Metern Durchmesser zehn Sendemasten mit je 275 Metern Höhe errichtet werden. Am geplanten Standort des Masten 9 wurde 1944 mit dem Bau einer Reserveantenne in Form einer Dreieckflächenantenne, welche von drei je 150 Meter hohen Masten, die ein Dreieck mit 210 Metern bildeten, begonnen. Wegen der sich schnell zuspitzenden Kriegslage konnten diese Arbeiten nicht fertiggestellt werden.
Die Sendeeinheit wurde am 21. April 1945 bei einem Bombenangriff stark beschädigt und damit unbrauchbar, obwohl der Mast unbeschädigt geblieben war. Er wurde später mit allen technischen Anlagen von den sowjetischen Besatzungsstreitkräften demontiert. Der Abbau des Sendemasten begann im Juli 1946 und war am 23. Dezember 1947 abgeschlossen. 1959 wurde am Standort des einstigen Sendergebäudes ein Wasserwerk errichtet. Noch heute sind Überreste der Anlage – insbesondere das gesprengte Fundament des Sendemastes sowie die ehemalige Wohnsiedlung der Mitarbeiter an der Straße Am Sender – erhalten. Ob und wo der Mast wieder aufgebaut wurde, ist nicht bekannt.